# Agapovsky (huyện)
Huyện Agapovsky (tiếng Nga: ? райо́н) là một huyện hành chính tự quản (raion), của Tỉnh Chelyabinsk, Nga. Huyện có diện tích 2640 km². Trung tâm của huyện đóng ở Agapovka.